# Medalles del Cercle d'Escriptors Cinematogràfics de 1990
La cerimònia de lliurament de les medalles del Cercle d'Escriptors Cinematogràfics de 1990 va tenir lloc el 1991 a Madrid. El Cercle d'Escriptors Cinematogràfics (CEC) considera que és el quarantè sisè lliurament d'aquestes medalles, ja que van ser atorgades per primera vegada quaranta-cinc anys abans. No obstant això, la veritat és que durant els cinc anys anteriors —1985 a 1989—— l'esdeveniment no s'havia celebrat a causa de la greu crisi que sofria l'associació. La nova direcció del CEC encapçalada per Paul Naschy va aconseguir revitalitzar els guardons cinematogràfics més antics del cinema espanyol i que fossin lliurades noves medalles en vuit categories.
Els premis tenien per finalitat distingir als professionals del cinema espanyol pel seu treball durant l'any 1990 i van estar molt repartits entre diverses produccions. Tan sols Alas de mariposa va aconseguir dues medalles, la de millor actriu per a Sílvia Munt i el Premi revelació per al seu jove director Juanma Bajo Ulloa.

## Llista de medalles
| Categoria            | Premiat                                   | Labor premiada                 |
| -------------------- | ----------------------------------------- | ------------------------------ |
| Millor pel·lícula    | Innisfree                                 | pel·lícula                     |
| Millor director      | Gonzalo Suárez                            | Don Juan en los infiernos      |
| Millor actriu        | Sílvia Munt                               | Alas de mariposa               |
| Millor actor         | Francisco Rabal                           | El hombre que perdió su sombra |
| Millor fotografia    | Javier Aguirresarobe                      | Beltenebros                    |
| Millor música        | José Nieto                                | El rey pasmado                 |
| Millor guió original | Fernando Fernán Gómez José Truchado Reyes | Fuera de juego                 |
| Premi revelació      | Juanma Bajo Ulloa                         | Alas de mariposa               |